# Accelerate (singel)
„Accelerate” to piosenka hip-hopowa stworzona na ósmy album studyjny amerykańskiej piosenkarki Christiny Aguilery Liberation (2018). Powstały przy gościnnym udziale amerykańskich raperów, Ty Dolla $igna i 2 Chainza, utwór wydany został jako pierwszy singel promujący krążek dnia 3 maja 2018. Nagranie wyprodukował tercet: Kanye West, Mike Dean i Che Pope; współproducentami byli Carlton Mays Jr. (pseudonim Honorable C.N.O.T.E.), Ernest Brown (pseud. Charlie Heat), Eric Danchick oraz Noah Goldstein. Zajęło ono miejsce pierwsze w notowaniu Billboardu Hot Dance Club Songs, trzecie na liście przebojów Panamy wydanej przez Monitor Latino, szóste na liście Promusicae Physical/Digital Singles Chart, ósme w Gwatemali (Monitor Latino) oraz dwudzieste drugie w węgierskim zestawieniu Top 40 lista.
„Accelerate” czerpie z takich gatunków, jak hip-hop, R&B oraz trap. Tekst piosenki ogniskuje się wokół empowermentu, a zwrot tytułowy jest wyrażeniem seksualnym (w refrenie padają słowa: „pospiesz się; pokaż swój wigor, wypełnij mnie”). Nagranie zostało pozytywnie ocenione przez krytyków muzycznych, choć wśród przeciętnych słuchaczy spotkało się z mieszanym odbiorem. Uznano je za „antytezę piosenki popowej”, chwaląc jego eksperymentalną, udziwnioną kompozycję i wysokiej klasy produkcję. Wysoko oceniano też wokale Aguilery. W dniu premiery singla ukazał się minimalistyczny w swej formie, lecz sugestywnie erotyczny wideoklip. Teledysk określono jako psychodeliczny, ze względu na zawarte w nim jaskrawo-neonowe ujęcia, choć niektóre jego fragmenty prezentowane są w czerni i bieli. Recenzenci chwalili zarówno wizerunek Aguilery, jak i wykonanie techniczne klipu. Dziennik brytyjski, The Guardian, sklasyfikował „Accelerate” jako jedną ze stu najlepszych piosenek 2018 roku, a czasopismo Paper − jako jedno z pięćdziesięciu najlepszych nagrań roku.

## Informacje o utworze
„Accelerate” to utwór o nieakcentowanej mierze rytmicznej, łączący w sobie elementy hip-hopu, R&B i trapu oraz subtelne, elektroniczno-syntezatorowe beaty. Słyszalne są w nim charakterystyczne uderzenia bębna, plemienny podkład rytmiczny oraz wstawki raperskie Aguilery, uzupełniane przez męski wokal wspierający. W linię melodyczną wkomponowano także perkusyjny hi-hat. Utwór czerpie z old-schoolowego, chicagowskiego techno, glitchu, muzyki boogie i electro; jego linia basowa zainspirowana została podgatunkiem acid house. Outro nagrania zaaranżowane zostało w stylistyce doo-woop. Allie Jones, dziennikarka muzyczna współpracująca z pismem Billboard, określiła piosenkę jako „wybuchowy, klubowy hit”, choć zwróciła uwagę na jej hip-hopową tonację. Singel powstał przy gościnnym udziale dwóch raperów, Ty Dolla $igna i 2 Chainza, którzy są też współautorami tekstu. Pozostali autorzy to: Aguilera, Kanye West, Mike Dean, Che Pope, Ernest Brown, Carlton Mays Jr., Bibi Bourelly, Ilsey Juber, Tayla Parx, Kirby Lauryen i Ronald Brown. West wyprodukował nagranie wraz z Deanem i Popem. Mays Jr. (pseudonim Honorable C.N.O.T.E.), Brown (pseud. Charlie Heat), Eric Danchick i Noah Goldstein objęli funkcję koproducencką. Aguilera przyznała, że podziwia Westa jako artystę i producenta muzycznego. Partiom raperskim w wykonaniu 2 Chainza towarzyszy wyraźna zmiana beatu.
„Accelerate” zawiera sample z piosenek „I Like Funky Music” w wykonaniu Uncle Louiego (1979) oraz „I Feel So Good Inside” zespołu The Techniques IV (1971).
W tekście utworu Aguilera pospiesza swojego partnera seksualnego; chce, by wykazał się przed nią namiętnością (słowa refrenu brzmią: „pokaż swój wigor, wypełnij mnie − tego właśnie chcę”). Tematami piosenki są seks („kolejny shot; zabieram cię ze sobą do domu”) i empowerment („łap tę forsę, odkryj w sobie moc; dziś cały płoniesz”), przez co Bradley Stern (muumuse.com) porównał nagranie do singlowego przeboju „Can’t Hold Us Down” (2003). Lucas Villa zwrócił uwagę na feministyczny, „girl-powerowy” wydźwięk tekstu. Utwór traktuje też o wolności i „życiu chwilą”.

### Remiksy
Powstał specjalny remiks piosenki, utrzymany w stylistyce muzyki dance. Po raz pierwszy zaprezentowano go w trakcie manifestacji LGBT, LA Pride, w Los Angeles 10 czerwca 2018 roku. Podczas występu przed publicznością Aguilera wyznała, że remiks dedykowany jest społeczności gejowskiej, a jego powstanie motywowane było obchodami Pride Month, czyli miesiąca dumy osób nieheteroseksualnych i transgenderycznych. Autorem remiksu był John „J-C” Carr. Aguilera dograła na rzecz tej wersji nowe partie wokalne. 25 czerwca 2018 wydano trzy kolejne remiksy, autorstwa duetu Dicey & Faraoh.

## Wydanie singla
Na temat pierwszego singla, który miałby promować ósmy anglojęzyczny album studyjny Aguilery, spekulowano począwszy od jesieni 2014 roku. To wtedy sieć obiegły informacje, że utwór nosi tytuł „Dancing with My Love” i został wyprodukowany przez Aguilerę, Dr. Luke'a, Się oraz Cirkuta. Donosy okazały się fałszywe. Wiosną 2016 media informowały, że nowy singel Aguilery zatytułowano „Unless It's with You” (utwór o tym tytule znalazł się finalnie na trackliście albumu Liberation). Jako nazwy potencjalnych singli podawano też „Fall in Line” oraz „Masochist”.
Pod koniec kwietnia 2018 Aguilera zamieściła w mediach społecznościowych kilka teaserów, zwiastujących nadejście nowego materiału muzycznego. Wynikało z nich, że tytuł kolejnego singla artystki brzmi „Accelerate” i pokrywało się to z poprzednimi plotkami. Ponieważ w jednym z klipów promocyjnych widniał ciąg cyfr − 5318 − dziennikarze spekulowali, jakoby singel miał zaplanowaną datę premiery na 3 maja. Oficjalna premiera rzeczywiście nastąpiła tego dnia; odbyła się o godzinie 14:00 czasu środkowoeuropejskiego letniego. Singel opublikowany został w systemie digital download oraz w serwisach streamingowych, między innymi na Spotify. Jeszcze w dniu premiery „Accelerate” debiutował na pozycji dziewiątej ogólnoświatowej listy najchętniej kupowanych singli w serwisie iTunes Store. Następnego dnia uplasował się na miejscu pierwszym w trzynastu autonomicznych sektorach iTunes Store (między innymi w Brazylii, Meksyku i Argentynie), zajmował pozycje w Top 10 w dziewięciu innych krajach (m.in. w Hiszpanii, Finlandii i Polsce), dotarł też do Top 20 zestawienia amerykańskiego. W USA jako szczytowe objął miejsce dwunaste, w Hiszpanii − miejsce pierwsze, a na liście międzynarodowej − pozycję #4. W początkowej fazie promocji wytwórnia RCA Records nie wysłała piosenki do radiofonii.
4 maja 2018, w dzień po oficjalnej premierze, singel zadebiutował na szkockiej liście przebojów, wydawanej przez Official Charts Company, zajmując miejsce dziewięćdziesiąte trzecie. Jako najwyższą objął w tym notowaniu pozycję siedemdziesiątą czwartą. W połowie maja piosenka pojawiła się w notowaniu Billboard Bubbling Under Hot 100 Singles, na miejscu dwudziestym czwartym. Była też notowana w Kanadzie, na liście Canadian Digital Songs (pozycja czterdziesta dziewiąta). W Wielkiej Brytanii singel plasował się poza Top 50 zestawienia UK Download Chart. Większą popularnością cieszył się utwór w Hiszpanii, na Słowacji oraz na Węgrzech, gdzie obejmował − kolejno − miejsca #6, #20 oraz #22 list sprzedaży singli oraz airplayu. W Indonezji „Accelerate” zdobył szczyt notowania Top Digital Songs, kompilowanego przez organizację LIMA. W Top 10 zestawienia swoją obecność utrzymał przez dwa tygodnie (po siedmiu dniach pierwszą pozycję listy przejął kolejny singel Aguilery, „Twice”).
Pod koniec sierpnia 2018 utwór uplasował się na pierwszym miejscu w notowaniu Billboardu Hot Dance Club Songs. Został dziesiątym singlem Aguilery, który objął szczyt tej listy.

## Opinie
Nagranie zebrało w znacznej mierze pozytywne recenzje krytyków, choć spotkało się z mieszanym odbiorem wśród przeciętnych słuchaczy. W artykule pisanym dla czasopisma The Guardian Ben Beaumont-Thomas i Laura Snapes stwierdzili, że „Accelerate” to jeden z najlepszych utworów maja 2018 roku, „piosenka przełamująca bariery, ale przebojowa, o magicznej aranżacji dźwiękowej”. W podobnym zestawieniu uplasowała kompozycję Karolina Babik (allaboutmusic.pl). Transpłciowa modelka i aktywistka na rzecz praw LGBT, Munroe Bergdorf, uznała, że nagranie cementuje pozycję Aguilery wśród ikon gejowskich. Opinii tej wtórował redaktor Billboardu, Muri Assunção.
W lipcu 2018 na stronie theinterns.net ukazał się przegląd najlepszych utworów trwającego roku; „Accelerate” zajął w nim dziewiąte miejsce. Dziennikarz Sam Murphy dodał: „Żaden inny artysta nie wydał, jak dotąd, piosenki równie ekscytującej”. W grudniu The Guardian sklasyfikował „Accelerate” jako jedną ze stu najlepszych kompozycji muzycznych 2018 roku, a czasopismo Paper przypisało utworowi miejsce czterdzieste dziewiąte w analogicznym notowaniu. Portal Pop Hates Flops umieścił singel na pierwszym miejscu listy najlepszych utworów roku. Helen Payne (Stereoboard) wskazała piosenkę jako jedno z siedmiu największych osiągnięć Aguilery.

### Recenzje

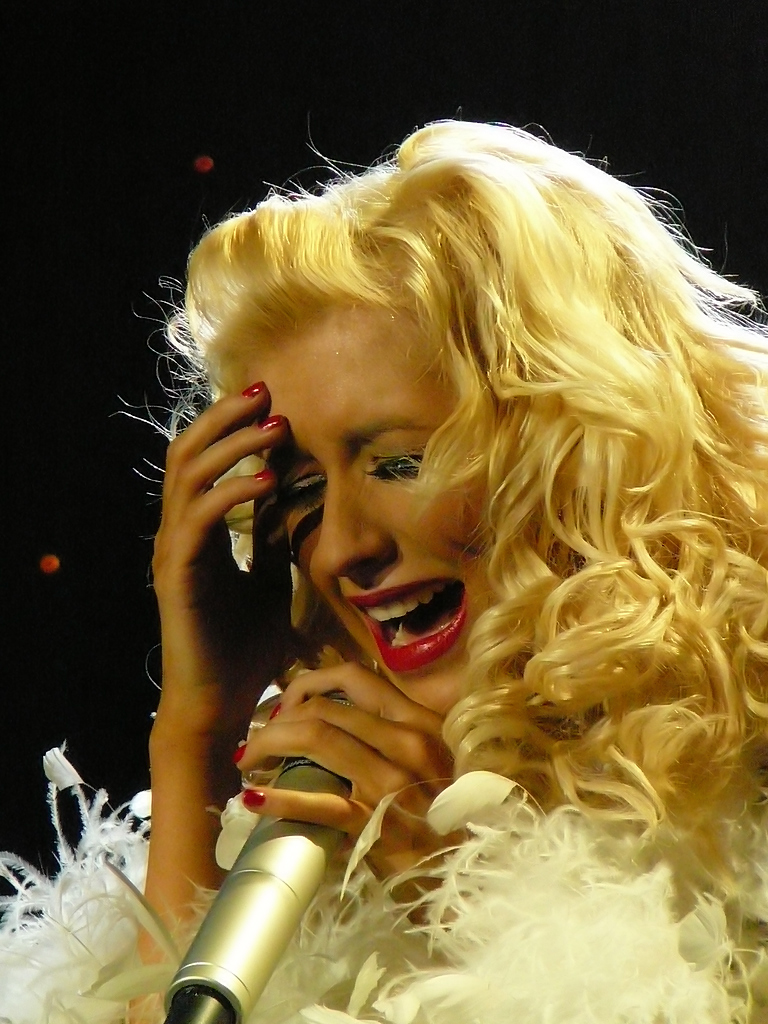
Krytyk Bradley Stern uznał, że nagranie znacząco różni się od hitów Aguilery, jak np. „Hurt”.

W recenzji dla muumuse.com Bradley Stern określił „Accelerate” jako „antytezę piosenki popowej”, utwór sprzeczny, kontrowersyjny i „agresywnie niepodległy”. Opiewał singel za jego nieoczywisty charakter. Konkludował, że nagranie jest „dziwne”, ale „świeże”, ma eksperymentalny charakter i z tego powodu znacznie różni się od poprzednich przebojów Aguilery (np. „Hurt”). Jon Caramanica, krytyk piszący na łamach dziennika The New York Times, uznał piosenkę za „fantastycznie dziwną, poskładaną z odrębnych członów”. Caramanica docenił rytmiczny rap 2 Chainza (tzw. artykulację staccato), a także stonowany i opanowany wokal Aguilery. Raisa Bruner (Time) chwaliła nagranie i stwierdziła, że jest ono punktem zwrotnym w karierze Aguilery, ponieważ odbiega od typowego dla niej, popowego brzmienia. Cole Delbyck, współpracujący z serwisem Huffington Post, przeciwnie − był zdania, że „Accelerate” stanowi „muzyczną reinwencję” i przypomina klasyczne nagrania wykonawczyni. Delbyck zasugerował, że singel „wart był wielu lat oczekiwania” i prawdopodobnie stanie się przebojem lata. Anna Sheffer (HelloGiggles) uznała, że „rhythmandbluesowy beat piosenki perfekcyjnie uwydatnia silne wokale Aguilery”, a „melodia jest na tyle chwytliwa, że ciężko pozbyć się jej z głowy”. Według Zoe Weiner, dziennikarki piszącej dla magazynu W, utworem „Accelerate” Aguilera „dowodzi, że wciąż pozostaje nieustraszoną prowokatorką o mocnym głosie”.  Sheldon Pearce (Pitchfork) wydał singlowi mieszaną recenzję. Jego zdaniem, jest on „mutacją kilku piosenek, pomiędzy którymi uwięziony jest fajny materiał”. Pearce podsumował „Accelerate” jako nagranie mniej konwencjonalne niż power-popowe utwory z albumu Aguilery Lotus (2012), lecz „spazmatyczne”. Pisał też o „przegadanej warstwie lirycznej”. Recenzując singel na łamach strony forbes.com, Hugh McIntyre uznał go za materiał „nieciekawy” i „jednostajny”. W tygodniku Time Jamieson Cox postawił wniosek, że „nagranie nie oferuje wiele w kwestii strukturalnej, ale jest dynamiczne i błogie”. „Accelerate” porównano pod tym względem do innego utworu z albumu Liberation, „Maria”.
Omawiając piosenkę z perspektywy dwóch tygodni od momentu wydania, Myles Tanzer (The Fader) zwrócił uwagę na jej uderzająco eksperymentalne brzmienie. „'Accelerate' manifestuje nowy etos Aguilery. To jedna z najdziwniejszych, ale też fonicznie najbardziej interesujących kompozycji 2018 roku” − spostrzegł Tanzer. Tom Breihan (stereogum.com) pisał: „Jest to naprawdę solidny kawałek. Fakt, że Kanye West potrafi wyprodukować energiczny, ofensywny utwór popowy, nie powinien nikogo szokować. Aguilera − w swojej własnej piosence − sprawia nieomal wrażenie gościa, ale i tak udowadnia, kto tu trzyma ster. Wszystko za sprawa jej szalonego talentu wokalnego.” Jem Aswad (Variety) porównał utwór do materiału, jaki znalazł się na albumie Kanyego Westa Yeezus (2013). Zdaniem Nathana Dillera, współpracującego z witryną bustle.com, nagranie jest „luzackie”, Aguilera śpiewa w nim z werwą, a produkcja muzyczna stoi na wysokim poziomie. Według Sama Prance'a (mtv.co.uk), „Accelerate” to „klubowy przebój o pulsującym brzmieniu”, a zarazem „najbardziej eksperymentalne wydawnictwo w dorobku Aguilery”. Young Tan (thegayuk.com) uznał utwór za „seksowny” i „dojrzały”. Chwalił zwieńczenie piosenki oraz „hipnotycznie piękny”, „harmonijny” falset Aguilery, mający przypominać o jej poprzednich nagraniach: „Sex for Breakfast” i „Bionic”. W recenzji opublikowanej na stronie divadevotee.com kompozycję skwitowano jako „świeżą i przyjemnie funkową”. Na łamach pisma The Guardian pojawiło się omówienie autorstwa Issy Sampson, która podsumowała „Accelerate” jako „hit”, „kawałek równie pyskaty jak 'Fighter', tak samo brudny, jak 'Dirrty'”. Lindsey India, dziennikarka pisząca dla magazynu o tematyce hip-hopowej XXL, wnioskowała, że nagranie jest „pełne wigoru”, ale też „aksamitne”. Ponadto chwaliła gościnny występ Ty Dolla $igna i 2 Chainza. W recenzji albumu Liberation, która ukazała się na łamach amerykańskiego dziennika Newsday, pisano: „Aguilera całkiem dobrze radzi sobie z kawałkiem 'Accelerate', ale prawdziwy komfort odnajduje w intymnej balladzie 'Twice' (będącej kolejnym singlem promującym płytę − przyp.).” Ilana Kaplan (The Independent) ceniła piosenkę za bogatą, „kinematograficzną” produkcję, typową dla Kanyego Westa. W magazynie Los Angeles Times zanotowano, że jest „Accelerate” nagraniem „atrakcyjnie rozgorączkowanym”, a w serwisie Interia.pl użyto określenia: „numer pełen feelgoodowego vibe'u”.

## Teledysk
Wideoklip, promujący singel, wyreżyserowała fotografka Zoey Grossman. Miał on swoją premierę 3 maja 2018 roku, o godzinie 14:00 czasu środkowoeuropejskiego letniego. W tym samym czasie został upubliczniony przez Aguilerę w serwisie Twitter. W wideoklipie wystąpiła tylko główna wykonawczyni piosenki; Ty Dolla $ign i 2 Chainz nie są w nim widoczni. Klip nie posiada sprecyzowanej fabuły, zainspirowała go twórczość malarki i fotografki Marilyn Minter. Aguilera występuje w nim między innymi pokryta brokatem, substancją podobną do miodu (w rzeczywistości gliceryną); w innych kadrach jest niemal zupełnie naga. Jest sugestywnie erotyczny (Aguilera pozuje na kocicę i wylizuje mleko z pełnego kubka), ale minimalistyczny w swej formie. Składają się na niego czarno-białe ujęcia wokalistki oraz zbliżenia na jej nieumalowaną twarz i usta. Przez teledysk przeplatają się też jaskrawe, neonowe kolory, które przypominają o filmach kręconych w Technicolorze i mają przykuć uwagę widza. Ze względu na wyrazistą kolorystykę wybranych ujęć, wideo posiada psychodeliczny wydźwięk. Na planie zdjęciowym stosowano różowe oświetlenie. Dziennikarka muzyczna J'na Jefferson charakter klipu określiła jako „nostalgiczny”. Według Raisy Bruner (Time), teledysk jest „nastrojowy i bardzo stylowy”. Mike Nied (Idolator) chwalił Aguilerę za stonowany wizerunek, jaki zaprezentowała w wideoklipie; styl artystki uznał za „glamour”. Pamflecistka Zoe Weiner zwróciła uwagę na feministyczną wymowę klipu, garnitur, jaki wykonawczyni piosenki nosi w poszczególnych scenach, oraz męskie pozy, jakie przybiera. Aguilerę okrzyknęła mianem niezależnej „szefowej-suki” (boss bitch). Starszy redaktor portalu Stereogum.com, Tom Breihan, odwołał się do ujęcia, w którym ukazane zostają piersi Aguilery, przykryte taśmą klejącą. Teledysk uznał za tak dalece erotyczny, że „należałoby opatrzyć go netykietą NSFW”. Breihan chwalił surowy charakter klipu oraz jego „dezorientujący montaż”. W mediach pojawiały się komparacje, w których wideoklip do „Accelerate” porównywano do teledysków z ery Stripped (2002−2003); one również były bowiem przesycone seksem.
Aguilera nosi w teledysku stroje autorstwa Vetementsa i Monse'a, a także obuwie marki Converse. Stylizacją artystki zajęła się Zoe Costello, za jej stonowany makijaż odpowiadała Kali Kennedy, a za fryzurę − Rob Talty. Nowy wizerunek piosenkarki został doceniony przez Sama Reeda na łamach czasopisma modowego InStyle.
Niektóre ujęcia w klipie charakteryzuje niewyraźny obraz, przypominający nagrania ze starej taśmy VHS. Autorem tego efektu jest Miko Revereza, filipiński imigrant oraz twórca filmów undergroundowych. Revereza, który w Los Angeles znany jest zarówno w branży filmowej, jak i muzycznej, nawiązał kontakt z producentem teledysku. Praca przy kinie eksperymentalnym zdążyła zapewnić mu uznanie w kalifornijskich kręgach artystycznych. Producent zalecił Reverezie, by był kreatywny; jego patronat nad efektami wizualnymi nie był praktycznie kontrolowany. Materiał wideo nakręcony przez operatora, Michaela Rizzi, został poddany zniekształceniu, a kolorystykę obrazu znacznie nasycono. Revereza nie korzystał z powszechnie dostępnych aplikacji, deformujących obraz; efekt starej taśmy VHS uzyskał za sprawą własnych narzędzi. Końcowy wynik swoich prac nazwał jako „eksperymentalno-punkowy”.
Teledysk zyskał dużą popularność wśród internautów. W ciągu ponad pięciu godzin od wydania w serwisie YouTube został odtworzony 1 400 000 razy i uzyskał siedemdziesiąt pięć tysięcy polubień. Jeszcze 3 maja zajął miejsce drugie na liście najchętniej odtwarzanych klipów w amerykańskim sektorze YouTube. 12 czerwca 2018 na oficjalnym profilu Aguilery na Twitterze zamieszczono jednominutowy materiał z planu zdjęciowego (behind the scenes), odsłaniający kulisy powstawania wideoklipu. W serwisie Spotify ukazała się także alternatywna wersja teledysku, zrealizowana w formacie pionowym.

### Współtwórcy

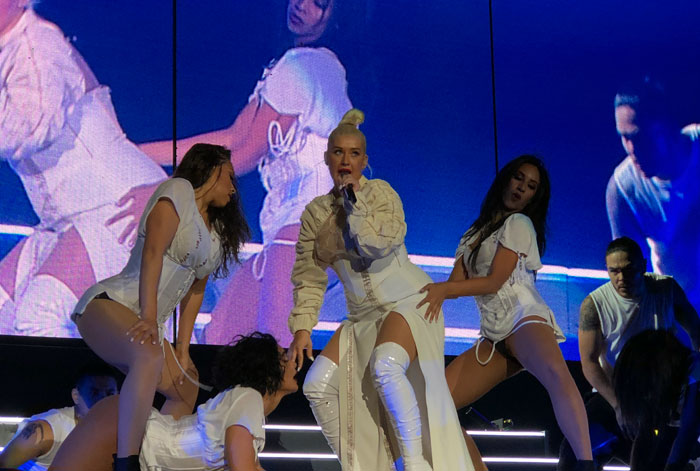
Aguilera wykonuje „Accelerate” podczas trasy koncertowej The Liberation Tour (2018).

Informacje za imvdb.com:
| - Reżyseria: Zoey Grossman - Zdjęcia: Michael Rizzi - Montaż: George Manzanilla - Produkcja: Briana Gonzales - Scenografia: Nicholas Faiella - Kostiumy: Zoe Costello | - Charakteryzacja: Kali Kennedy - Stylizacja fryzury: Rob Talty - Efekty wizualne: Skulley Fx - Koloryzacja klipu: Josh Bohoskey - Montaż efektów VHS: Miko Revereza - Wytwórnia: Fox & Leopard |

## Promocja i wykonania koncertowe
31 maja 2018 w Los Angeles odbył się listening party, organizowany przez Pandorę, na którym zgromadzeni dziennikarze i fani Aguilery mogli posłuchać kolejnych piosenek z albumu Liberation (wówczas czekającego na premierę). Na spotkaniu obecna była sama artystka, która opowiadała o poszczególnych utworach. Jednym z nich był „Accelerate”, częściowo wykonany przez Aguilerę na żywo. 9 czerwca Aguilera zaśpiewała piosenkę przed publicznością obecną na koncercie charytatywnym GenentechGivesBack, w San Francisco. Na scenie towarzyszył jej zastęp tancerzy. 10 czerwca w Los Angeles organizowano manifestację LGBT LA Pride. Na imprezie zjawiła się Aguilera. Artystka gościła na scenie w towarzystwie grupy drag queens (wśród których znalazły się uczestniczki programu telewizyjnego RuPaul’s Drag Race), a zgromadzonym widzom zaprezentowała remiks utworu „Accelerate”.
Piosenka wykonywana była podczas trasy koncertowej The Liberation Tour (2018) oraz późniejszej rezydentury w Las Vegas, The Xperience (2019). Następnie wpisano ją na setlistę tournée europejskiego, The X Tour ('19).

## Spuścizna
W październiku 2018 roku utwór wykorzystany został podczas wydarzenia sportowego, organizowanego przez Jackson State University: zatańczyły do niego uczelniane mażoretki. W maju 2020 serwis Idolator opublikował artykuł hołdujący singlowi. Dziennikarz muzyczny Mike Wass uznał, że „Accelerate” to jedno z najciekawszych wydawnictw Aguilery przypadających na lata 2010−2020, a przy tym utwór ryzykowny, o eksperymentalnej produkcji. „Po dłuższej przerwie w karierze Xtina mogła wydać «bezpieczny» kawałek w sam raz dla radiofonii. Zamiast tego postawiła na trap-popową miksturę z udziałem dwóch gościnnych artystów i z outrem, brzmiącym, jakby było częścią innego nagrania”, czytamy w omówieniu Wassa. Krytyk obwołał piosenkę jako wyprzedzającą swoje czasy.

## Nagrody i wyróżnienia
| Rok  | Ceremonia     | Nagroda                                               | Rezultat  |
| ---- | ------------- | ----------------------------------------------------- | --------- |
| 2018 | Luvpop Awards | piosenka roku − świat                                 | Nominacja |
| 2018 | Luvpop Awards | teledysk roku − świat                                 | Nominacja |
| 2018 | Luvpop Awards | współpraca roku − świat                               | Nominacja |
| 2021 | —             | platynowa płyta za popularyzację singla w dyskotekach | Wygrana   |

## Lista utworów singla
Digital download
1. „Accelerate” – 4:03[1]

### Oficjalne wersje
- Radio Edit − 3:45[113]
- DJ Linuxis Remix − 3:56[114]
- Carlos Nunez Remix − 3:59[115]
- Dicey & Faraoh Black Extended Remix − 5:10[35]
- Dicey & Faraoh Black Radio Edit − 3:46[36]
- Dicey & Faraoh Black Dub Mix − 5:09[37]
- Pink Panda Remix − 3:22[116]
- remiks autorstwa Johna „J-C” Carra[33]

## Twórcy
Informacje za RCA Records oraz Discogs:
- Główne wokale: Christina Aguilera
- Producent: Kanye West, Mike Dean, Che Pope, Eric Danchick
- Koproducent: Carlton „Honorable C.N.O.T.E.” Mays Jr., Ernest „Charlie Heat” Brown
- Autor: Christina Aguilera, Kanye West, Mike Dean, Che Pope, Ernest Brown, Carlton Mays Jr., Bibi Bourelly, Ilsey Juber, Tayla Parx, Tyrone Griffin Jr., Tauheed Epps, Kirby Lauryen, Ronald Brown
- Wokale wspierające: Ty Dolla $ign, 2 Chainz; współpr. Kirby Lauryen
- Inżynier dźwięku: Noah Goldstein, Oscar Ramirez

## Pozycje na listach przebojów
| Kraj/region       | Notowanie (2018)                 | Wydawca                     | Najwyższa pozycja |
| ----------------- | -------------------------------- | --------------------------- | ----------------- |
| Chile             | Top 100 Singles                  | Nielsen Chile/IDERE/Monitec | 87                |
| Francja           | Top 100 Singles                  | SNEP                        | 157               |
| Francja           | Top Singles Téléchargés          | SNEP                        | 154               |
| Grecja            | Digital Singles Chart            | IFPI Greece/ΕΕΠΗ            | 100               |
| Gwatemala         | Top 20 Airplay – Anglo           | Monitor Latino              | 8                 |
| Hiszpania         | Physical/Digital Singles Chart   | PROMUSICAE                  | 6                 |
| Indonezja         | Top 50 Singles                   | Creative Disc               | 11                |
| Indonezja         | Top Digital Songs                | LIMA                        | 1                 |
| Kanada            | Canadian Digital Songs           | Billboard                   | 49                |
| Kostaryka         | Top 20 Airplay – Anglo           | Monitor Latino              | 6                 |
| Maroko            | Top 100 Singles                  | IFPI                        | 65                |
| Niemcy            | Deutsche Black Chart             | Deutsche Trend Charts       | 13                |
| Panama            | Top 20 Airplay – Anglo           | Monitor Latino              | 3                 |
| Panama            | Top 40 Singles                   | IFPI                        | 30                |
| Rumunia           | Bubbling Under Singles Chart     | Romanian Chart Top 100      | 1                 |
| Słowacja          | Top 40 Airplay                   | IFPI                        | 20                |
| Stany Zjednoczone | Billboard Bubbling Under Hot 100 | Billboard                   | 24                |
| Stany Zjednoczone | Hot Dance Club Songs             | Billboard                   | 1                 |
| Szkocja           | Top 75 Singles                   | OCC                         | 74                |
| Tajwan            | Airplay Chart (Daily)            | Soundcharts                 | 54                |
| Tajwan            | Airplay Chart (Weekly)           | Soundcharts                 | 72                |
| Tajwan            | Top 20 Airplay                   | Kiss Radio Taiwan           | 20                |
| Węgry             | Top 40 Singles                   | MAHASZ                      | 22                |
| Wielka Brytania   | UK Download Chart                | OCC                         | 71                |
| Wielka Brytania   | UK Singles Chart (Midweeks)      | OCC                         | 99                |

Notowania radiowe/internetowe
| Kraj              | Notowanie (2018)        | Wydawca      | Najwyższa pozycja | Data osiągnięcia pozycji szczytowej |
| ----------------- | ----------------------- | ------------ | ----------------- | ----------------------------------- |
| Hiszpania         | Top 40 Songs            | Jenesaispop  | 1                 | 2018−05−??                          |
| Stany Zjednoczone | Hot Singles             | Amazon Music | 1                 | 2018−05−07                          |
| Stany Zjednoczone | Pandora Top Spins Chart | Pandora      | 23                | 2018−05−18                          |

### Listy końcoworoczne
| Kraj              | Notowanie (2018)     | Wydawca               | Pozycja |
| ----------------- | -------------------- | --------------------- | ------- |
| Niemcy            | Deutsche Black Chart | Deutsche Trend Charts | 178     |
| Stany Zjednoczone | Hot Dance Club Songs | Billboard             | 42      |

## Historia wydania
| Region            | Data           | Format                                          | Wytwórnia                |
| ----------------- | -------------- | ----------------------------------------------- | ------------------------ |
| Świat             | 3 maja 2018    | digital download, streaming                     | RCA Records              |
| Stany Zjednoczone | 10 maja 2018   | airplay (formaty: Urban AC, Urban Contemporary) | RCA Records              |
| Stany Zjednoczone | 24 maja 2018   | airplay (format Rhythmic Contemporary)          | RCA Records              |
| Panama            | 18 maja 2018   | airplay                                         | Sony Music Entertainment |
| Rosja             | 28 maja 2018   | airplay                                         | Sony Music Entertainment |
| Wielka Brytania   | 9 czerwca 2018 | airplay (format CHR)                            | RCA Records              |

## Informacje dodatkowe
- Cover utworu zrealizowała Estelle Brand[142].